# کندراپارا
کندراپارا (به انگلیسی: Kendrapara) یک شهرک و شهرداری در هند است که در شهرستان کندراپارا واقع شده‌است. کندراپارا ۴۱٬۴۰۴ نفر جمعیت دارد و ۱۳ متر بالاتر از سطح دریا واقع شده‌است.